# Distrito judicial de Amazonas
El distrito judicial de Amazonas es una división administrativa del Poder Judicial del Perú. Tiene como sede la ciudad de Chachapoyas y su competencia se extiende a las provincias que conforman el Departamento de Amazonas.

## Historia
Los inicios de este distrito judicial se remontan al 19 de diciembre de 1935 cuando, por Ley N.º 9397, se creó la Corte Superior de Justicia de Amazonas, la misma que se instaló el 20 de agosto de 1942 bajo la presidencia de Manuel Prado Ugarteche.

## Conformación
Consta de cuatro salas superiores civiles. Dos de ellas, una civil y otra penal, en la ciudad de Chachapoyas y dos salas descentralizadas en las ciudades de Bagua Grande y Bagua